# Buddlejasläktet
Buddlejasläktet (Buddleja) är ett växtsläkte i familjen flenörtsväxter med omkring 100 arter. Ursprungligen kommer de från varmare delar av Amerika, från södra USA till Chile, från större delen av Afrika samt varmare delar av Asien. Det finns inga arter i Europa eller Australien. Några arter är omtyckta trädgårdsväxter, bland annat syrenbuddleja (B. davidii) som tål temperaturer ner mot -15 °C till -20 °C. Flera buddlejaarter kallas även "fjärilsbuske" eftersom de drar till sig fjärilar.
Tidigare har buddlejorna utgjort en egen familj, buddlejaväxter, eller ingått i Loganiaceae, men nyare klassificering placerar dem i flenörtsfamiljen.
De flesta är buskar, men det finns även några träd. Det högsta kan bli 30 meter, men de flesta arterna blir aldrig över 5 meter höga. Det finns både städsegröna och lövfällande arter. Bladen är för det mesta lansettformade och mellan 1 och 30 centimeter långa. Blommorna växer i täta flockar som är mellan 10 och 50 centimeter långa. Varje blomma är omkring 1 centimeter och har fyra kronblad. Blommornas färg kan vara vit, rosa, röd, lila, orange eller gul och de är rika på nektar. Ofta doftar de starkt.

## Bildgalleri

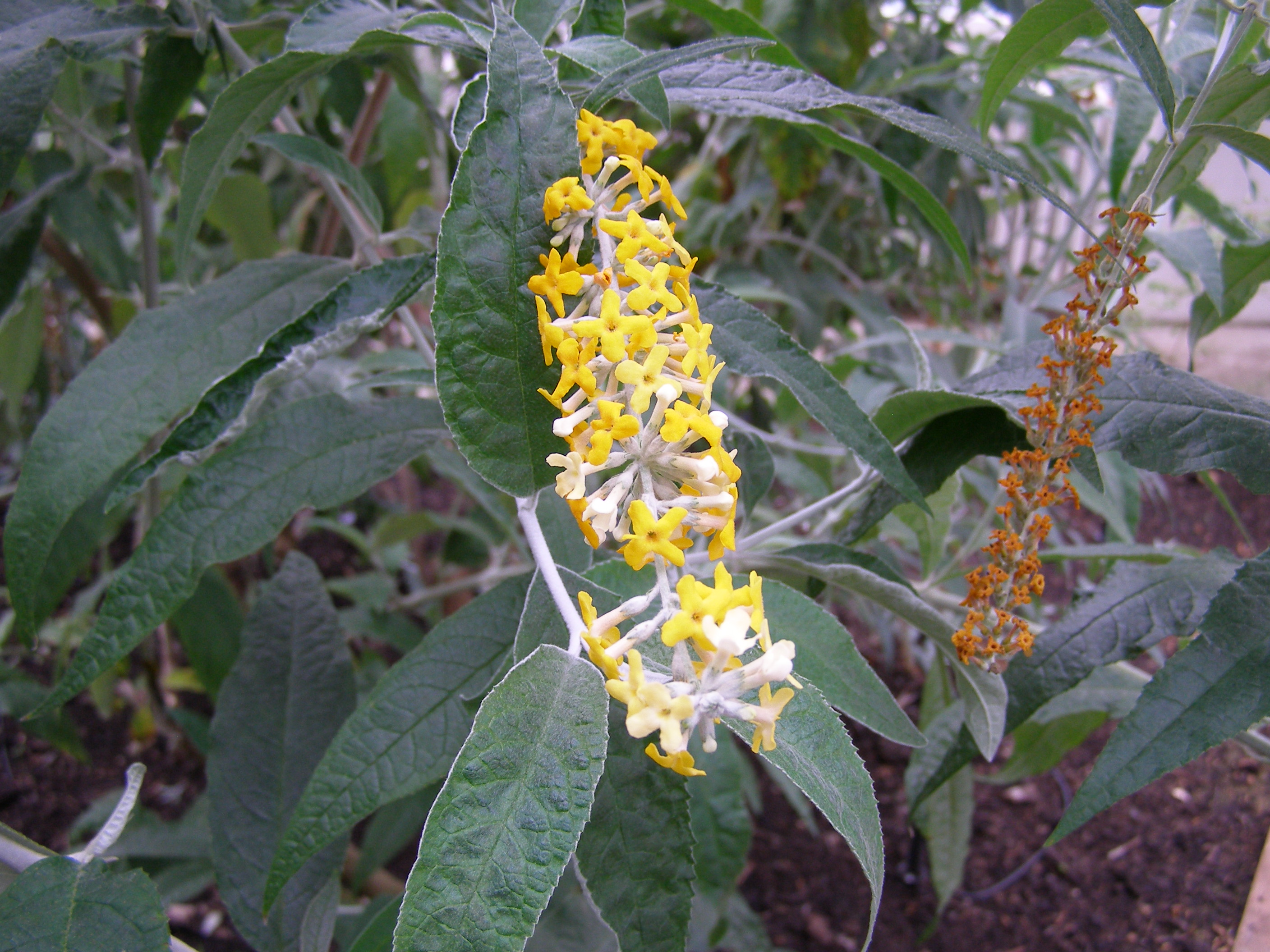
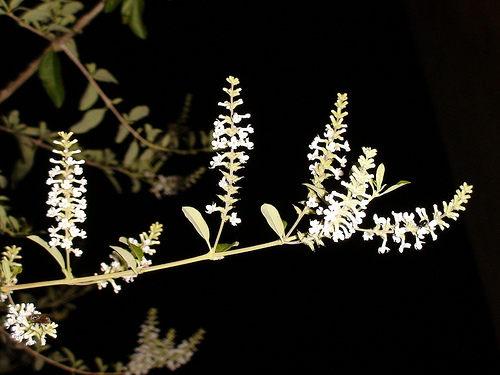

## Dottertaxa till Buddlejor, i alfabetisk ordning[3]
- Buddleja acuminata
- Buddleja alata
- Buddleja albiflora
- Buddleja alternifolia
- Buddleja americana
- Buddleja anchoensis
- Buddleja araucana
- Buddleja aromatica
- Buddleja asiatica
- Buddleja auriculata
- Buddleja axillaris
- Buddleja bhutanica
- Buddleja blattaria
- Buddleja brachiata
- Buddleja brachystachya
- Buddleja bullata
- Buddleja candida
- Buddleja cardenasii
- Buddleja cestriflora
- Buddleja chapalana
- Buddleja chenopodiifolia
- Buddleja colvilei
- Buddleja cordata
- Buddleja cordobensis
- Buddleja coriacea
- Buddleja corrugata
- Buddleja crispa
- Buddleja crotonoides
- Buddleja cuneata
- Buddleja curviflora
- Buddleja cuspidata
- Buddleja davidii
- Buddleja delavayi
- Buddleja diffusa
- Buddleja domingensis
- Buddleja dysophylla
- Buddleja elegans
- Buddleja euryphylla
- Buddleja fallowiana
- Buddleja filibracteolata
- Buddleja forrestii
- Buddleja fragifera
- Buddleja fusca
- Buddleja globosa
- Buddleja glomerata
- Buddleja grandiflora
- Buddleja hatschbachii
- Buddleja hieronymi
- Buddleja hypsophila
- Buddleja ibarrensis
- Buddleja incana
- Buddleja indica
- Buddleja interrupta
- Buddleja iresinoides
- Buddleja jamesonii
- Buddleja japonica
- Buddleja kleinii
- Buddleja lanata
- Buddleja lindleyana
- Buddleja lojensis
- Buddleja longiflora
- Buddleja longifolia
- Buddleja loricata
- Buddleja macrostachya
- Buddleja madagascariensis
- Buddleja marrubiifolia
- Buddleja megalocephala
- Buddleja mendozensis
- Buddleja microstachya
- Buddleja misionum
- Buddleja montana
- Buddleja multiceps
- Buddleja myriantha
- Buddleja nitida
- Buddleja nivea
- Buddleja oblonga
- Buddleja officinalis
- Buddleja paniculata
- Buddleja parviflora
- Buddleja perfoliata
- Buddleja pichinchensis
- Buddleja polycephala
- Buddleja polystachya
- Buddleja pulchella
- Buddleja racemosa
- Buddleja ramboi
- Buddleja rufescens
- Buddleja saligna
- Buddleja salviifolia
- Buddleja scordioides
- Buddleja sessiliflora
- Buddleja simplex
- Buddleja skutchii
- Buddleja soratae
- Buddleja speciosissima
- Buddleja sphaerocalyx
- Buddleja stachyoides
- Buddleja suaveolens
- Buddleja subcapitata
- Buddleja thyrsoides
- Buddleja tomentella
- Buddleja tubiflora
- Buddleja tucumanensis
- Buddleja urbaniana
- Buddleja utahensis
- Buddleja wardii
- Buddleja vexans
- Buddleja yunnanensis